# W Juliet
W Juliet (jap. Wジュリエット, W jurietto) ist eine abgeschlossene Manga-Serie der japanischen Zeichnerin Emura, die der Gattung Shōjo und den Genres Comedy, Romantik und Drama zuzuordnen ist. Die Geschichte erzählt von einem burschikosen Mädchen und ihrem neuen Mitschüler, der in der Rolle eines Mädchen die Schule absolvieren soll.

## Handlung
Ito Miura begegnet der wunderschönen Schülerin Makoto Amano, die zu dieser Zeit auf Itos Schule gewechselt war, und schon nach kurzer Zeit bemerkt man, dass sich daraus eine sehr enge Freundschaft entwickelt. Jedoch könnten Ito und Makoto unterschiedlicher nicht sein: Während Makoto sich sehr ruhig verhält und immer sehr gepflegte feminine Kleidung trägt, ist Ito eher sehr aufbrausend, ist von Kampfsport begeistert und verhält sich sehr maskulin.
Doch beide haben denselben Traum: Sie wollen beide Schauspieler werden. Sobald Makoto Amano das erste Mal auf der Bühne der Theater-AG ihrer Schule steht, der die beiden angehören, wird klar, dass sie sehr viel Talent besitzt. Die beiden ergattern so auch die Rollen für Romeo und Julia von William Shakespeare, wobei Makoto die Julia und Ito den Romeo besetzen sollen. Allerdings war die Rolle der Julia vorher schon an eine andere Person vergeben, die nun die Rolle der Rivalin Makotos darstellt. Nach kurzer Zeit lädt Ito Makoto nach einer Probe der Theater-AG zu sich nach Hause ein. Ihre Geschwister reagieren schockiert darauf, dass Ito ein Mädchen mit nach Hause bringt, was normalerweise nicht ihre Art ist, dass die beiden kurzerhand erst einmal nass gespritzt werden. Deswegen bietet Ito Makoto an, sich zu duschen. Nach kurzer Zeit geht sie in ihr Zimmer, um zu gucken, ob Makoto bereits fertig mit dem Duschen ist, und lüftet damit Makotos Geheimnis: Makoto ist ein Junge und heißt eigentlich Makoto Narita. Er hat diesen Rollentausch auf sich genommen, um seinen Traum, Schauspieler zu werden, zu verwirklichen. Da sein Vater nicht damit einverstanden ist, stellt er ihm die Aufgabe, die Oberschule unerkannt als Mädchen zu absolvieren. Wenn er dies schafft, darf er Schauspieler werden; wenn nicht, muss er die Arbeit seines Vaters weiterführen und das Kampfsport Dojo seines Vaters übernehmen. Ito jedoch möchte Makoto helfen, unerkannt zu bleiben, um seinen Traum zu verwirklichen, was nicht immer einfach ist.
In den letzten zwei Jahren der Oberschule erlebt Ito viele Abenteuer und muss dabei immer darauf achten, dass Makotos Geheimnis gewahrt bleibt. Niemand darf herausfinden, dass Makoto ein Junge ist, doch einige sind kurz davor, den beiden auf die Schliche zu kommen. Dabei entwickelt sie langsam selbst Gefühle für den Jungen und fragt sich auch, ob sie wegen dessen meist weiblicher Erscheinung nicht lesbisch ist. Ein weiteres Problem stellen Makotos arrangierte Verlobte Takayo und ihr Bruder dar, der einen außergewöhnlichen Schwesternkomplex hat. Es werden neue Bedingungen in Makotos Abmachung mit seinem Vater getroffen und das entscheidende Schulfest rückt näher.

## Veröffentlichungen
Zu W Juliet wurde vom Hakusensha-Verlag am 15. Oktober 1997 zunächst ein einzelnes Kapitel im Magazin Hana to Yume Step Zōkan veröffentlicht. Vom 5. Dezember 1999 bis zum 20. November 2002 folgte dann die Veröffentlichung als Serie in Einzelkapiteln im Manga-Magazin Hana to Yume. Diese Einzelkapitel wurden auch in 14 Sammelbänden zusammengefasst herausgegeben. Der erste kam am 19. Mai 1999 heraus, der letzte am 19. März 2003. Seit dem 26. Juni 2004 erscheint im Magazin The Hana to Yume unregelmäßig eine Fortsetzung unter dem Titel W Juliet II. Dessen Kapitel wurden auch in bisher 12 Sammelbänden herausgegeben.
Auf Deutsch erschien die Serie monatlich im Manga-Magazin Daisuki von Carlsen Comics. Der Verlag veröffentlichte von November 2004 bis Februar 2010 im Vier-Monats-Rhythmus alle 14 Sammelbände. Die deutsche Übersetzung stammt von Dorothea Überall. Eine englische Fassung erschien bei Viz Media, eine französische bei Pika Édition, eine italienische bei Goen und eine chinesische bei Ever Glory Publishing. Der chinesische Verlag auf Taiwan veröffentlicht auch die Fortsetzung.
In Japan erschien zum Manga auch eine Hörspielserie in zwei CDs.

## Rezeption
Die Fortsetzung W Juliet II gelangte in Japan mehrfach in die Manga-Verkaufscharts. So war der dritte Band zwei Wochen platziert, in der zweiten auf Platz 26, mit bis dahin insgesamt 63.000 Verkäufen. Auch die folgenden Bände waren in den Charts platziert, zuletzt Band 7 mit 32.000 verkauften Exemplaren in der ersten Woche.
Die Serie sei sehr unterhaltsam mit ihrer Mischung aus körperlicher Comedy und dem Geschlechtswechsel-Szenario, so June Shimonishi im Library Journal zur amerikanischen Ausgabe. Doch neben dem abgedrehten Szenario würden für Shōjo-Romanzen klassische Werte vermittelt: Dass sich harte Arbeit und Überzeugungen auszahlen und wie wichtig die Familie ist. Humor und ruhige Szenen stünden in einem ausgewogenen Verhältnis und die Geschichte sei Jugendlichen zu empfehlen. Die deutsche Zeitschrift MangasZene schreibt von einer wunderschönen Shōjo-Geschichte „mit romantischen und witzigen Elementen“. Der Manga besteche vor allem durch „seine schönen, sehr filigranen Zeichnungen“. Jason Thompson dagegen nennt die Prämisse der Geschichte bizarr, Geschlechterrollen würden oberflächlich abgehandelt und bei dem Paar herrsche keine emotionale Spannung. Auch der Slapstick-Humor sei auf niedrigem Niveau.